# ボルフラード
ボルフラード (ウクライナ語: Болгра́д, 発音 [boɫˈɦrɑd]; ブルガリア語とロシア語: Болград, ボルグラード; ルーマニア語: Bolgrad) は、ウクライナ南西部オデーサ州のブジャク歴史的地域に位置する規模の小さい市である。ボルフラード地区（ラヨン）とその下位行政区分であるボルフラード・フロマーダのそれぞれの行政の中心である。人口は2021年推計で14,962人。

## 歴史
ロシア帝国 (ベッサラビア) 1821年–1856年

 モルダヴィア 1856年–1859年

 ルーマニア 1859年–1878年

 ロシア帝国 (ベッサラビア) 1878年–1917年

 モルダヴィア民主共和国 1917年–1918年

 ルーマニア王国 1918年–1940年

 ソビエト連邦 (ウクライナ・ソビエト社会主義共和国) 1940年–1941年

 ルーマニア王国 1941年–1944年

 ソビエト連邦 (ウクライナ・ソビエト社会主義共和国) 1944年–1991年

 ウクライナ 1991年–現在
ボルフラードは、住民から「我が市の創設者」として「崇敬」を受けているイヴァン・インゾフ将軍の指揮の下、ブルガリア人入植者によって1821年にベッサラビアに設立された 
。 ボルフラードは、1856年から1859年の間はモルダヴィアの、ソビエト連邦(ウクライナ・ソビエト社会主義共和国の領土内)に取り込まれる前は、1859年から1878年、1918年から1940年, そして1941年から1944年の間はルーマニア、そして後に独立したウクライナの一部となった。1921年、市の宮殿においてテロリストによる攻撃があった。

ルーマニア時代のボルフラード
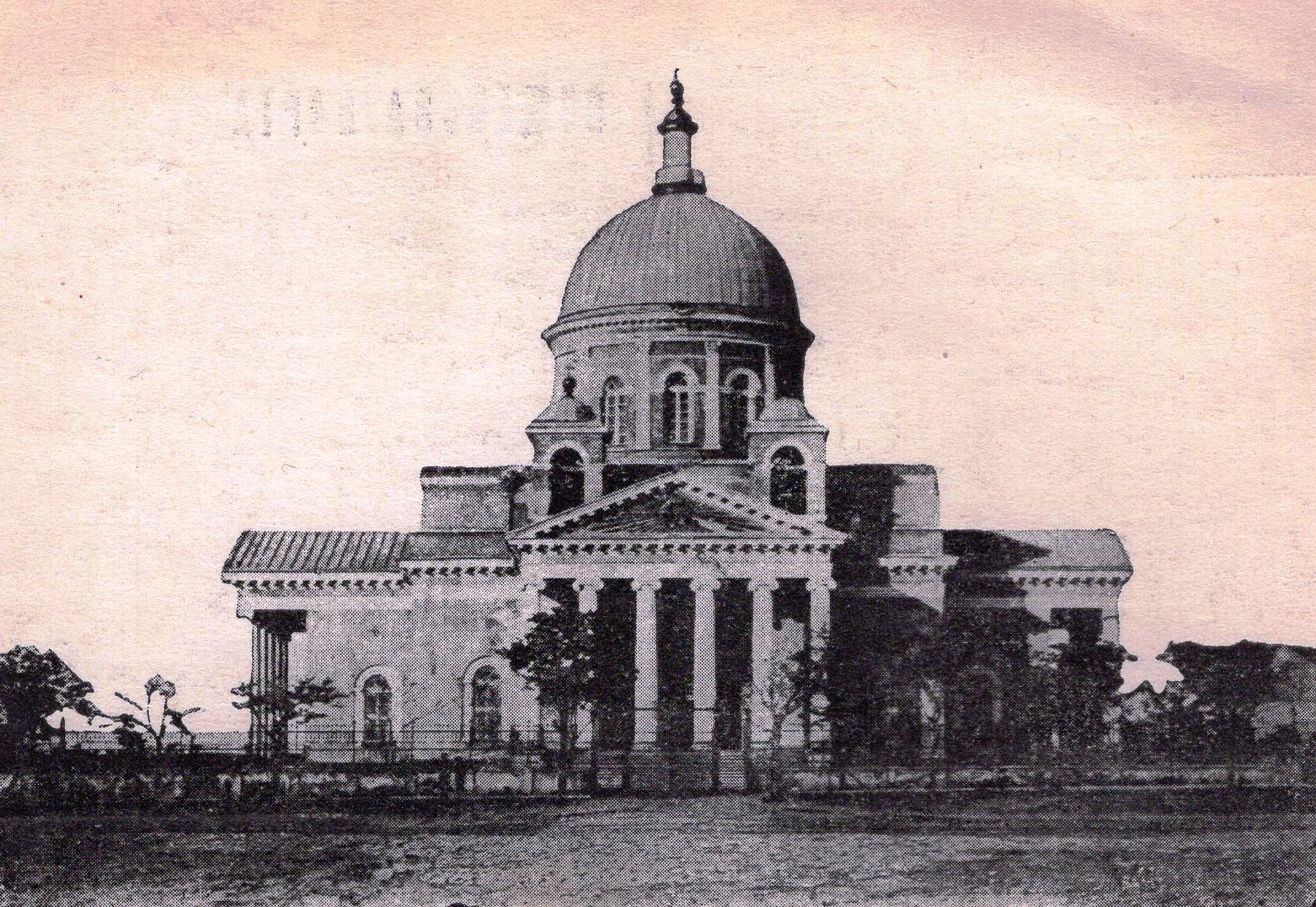
救世主顕栄大聖堂
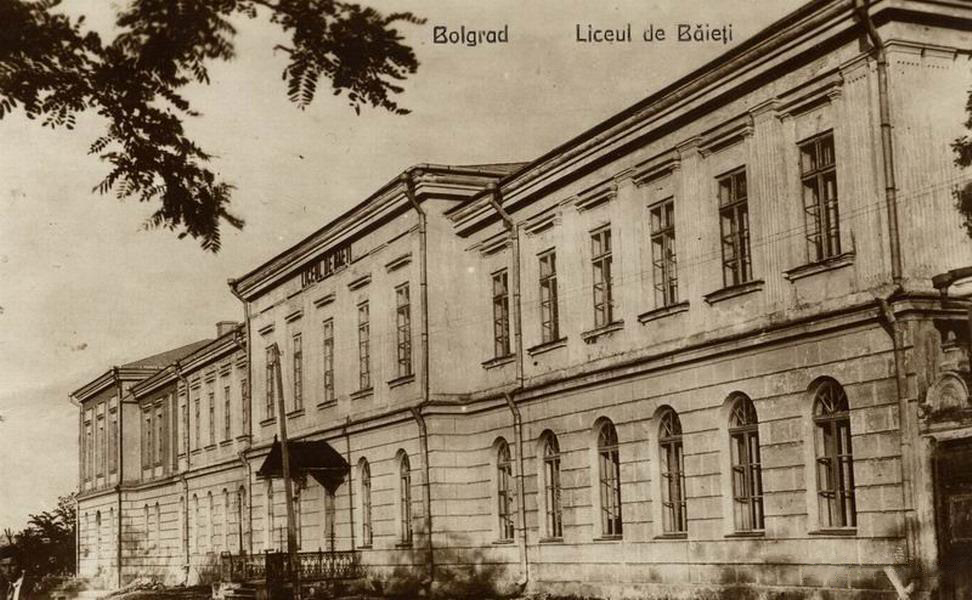
ボルフラード高校

## 人口統計
囲まれているボルフラード地区では、 圧倒的にブルガリア系（大多数の61%）の人口が多いが、ボルフラード自体は多数のベッサラビア・ブルガリア人が居住しており、地元住民からはベッサラビアのブジャク歴史的地域の非公式な首都と考えられている。

## 経済
1920年には、ボルフラードは石炭産業を有していた。

## 教育

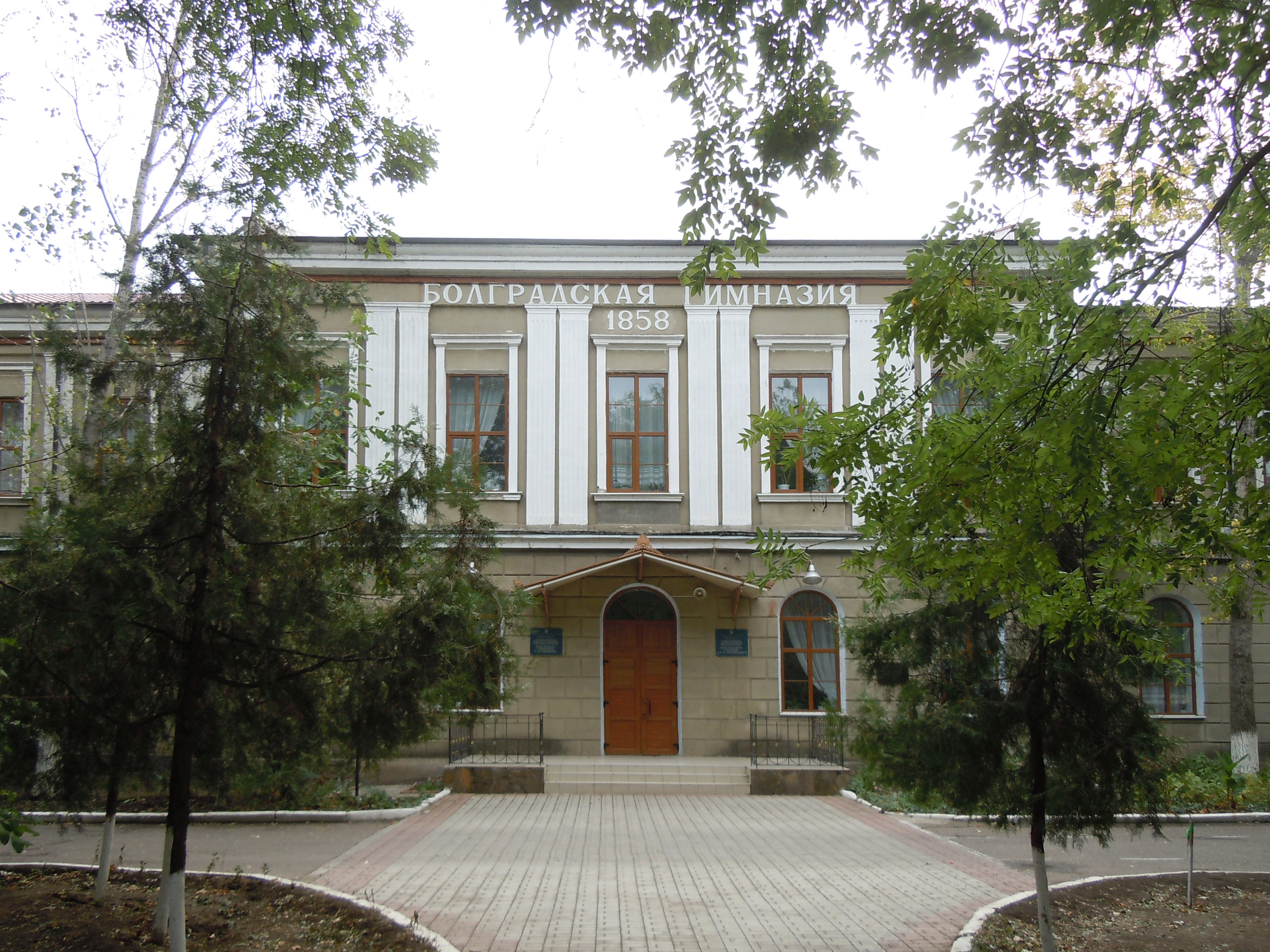
ボルフラード高校

1858年に創立されたGeorgi Sava Rakovski ボルフラード高校は、ブルガリアの民族再生運動期の最古の高校である。

## 著名住人
- Dimitar Grekov (1847年–1901年)、ブルガリアの政治家
- Danail Nikolaev (1852年–1942年)、ブルガリアの将軍
- ゲオルギ・トドロフ (1858年–1934年), ブルガリアの将軍
- Mykola Shmatko （1943年- )、近代ウクライナ彫刻家、教授、及び画家 (ボルフラード生まれではないが居住している)
- ペトロ・ポロシェンコ (1965年- )、第5代ウクライナ大統領、起業家、オリガルヒ